# Jehonatan Indurski
Jehonatan Indurski (hebr. יהונתן אינדורסקי) (ur. 1984) – izraelski reżyser filmowy.

## Kariera
Jehonatan Indurski urodził się w Jerozolimie w rodzinie ultra-ortodoksyjnych Żydów. Studiował w ultra-ortodoksyjnej jesziwie Poniewież w Bene Berak w Izraelu, a następnie w Szkole Filmu i Telewizji Sama Spiegela w Jerozolimie.

### Filmografia
- „Driver” (szort, 2011) – film dyplomowy w Szkole Filmu i Telewizji Sama Spiegela (SFiTSS)[4]. W roku 2011 w SFiTSS film zdobył nagrody w kategoriach: najlepszy film oraz najlepszy aktor oraz został wybrany do konkursu w Festiwalu Filmowym w Jerozolimie[5][6];
- „Czas Poniewieża” (dokument, 2014) – pierwszy pełnometrażowy film Indurskiego: film dokumentalny[7][8]; niezwykłe i intymne spojrzenie na wiodącą na świecie jesziwę. Film miał swoją premierę podczas konkursu w ramach Festiwalu Filmowego w Hajfie w 2012 i został nominowany do nagrody Ofir (tzw. izraelskiego Oskara) w kategorii najlepszego dokumentu.
- „Kantor i morze” (szort, 2015);
- „Sztisel” (serial, od 2013) – jako scenarzysta, stworzył i napisał (wspólnie z Orim Elonim) wysoko oceniany izraelski serial dramatyczny, Sztisel (hebr. שטיסל)[9][10][11]. W 2018 roku serial był transmitowany w Netflix w ofercie globalnej.
- „Autonomie” (miniserial, 2018) – dystopijny miniserial dramatyczny o alternatywnej rzeczywistości współczesnego Izraela: naród rozdarty i podzielony murem między świecką stolicą w Tel-Awiwie, i Autonomią Ultra-Ortodoksji ze stolicą w Jerozolimie. Serial zdobył nagrodę Reflet d'Or, Nagrodę za Najlepszy Serial Telewizyjny na Międzynarodowym Festiwalu Filmowym w Genewie w 2018 roku.
- „Driver” (2018) – intymny portret mieszkańców obrzeży Bene Berak – społeczności ultra-ortodoksyjnych Żydów. Film zdobył 3 nagrody – Najlepszy film, Najlepszy aktor i Najlepszy scenariusz na Izraelskim Forum Krytyków Filmowych w 2018 roku[12].

## Nagrody
- 2011 – film „Driver” (szort) – nagroda w kategorii Najlepszy film, w ramach konkursu filmów dyplomowych w Szkole Filmu i Telewizji Sama Spiegela (SFiTSS) – Jerozolima, Izrael;
- 2013 – film „Czas Poniewieża” – nagroda Izraelskiego Forum Dokumentalistów w kategorii Najlepszy film debiutancki – Izrael;
- 2014 – film „Czas Poniewieża” – nagroda Warszawa Feniks w kategorii najlepszy film dokumentalny na Międzynarodowym Festiwalu Filmowym Żydowskie Motywy – Warszawa, Polska[13];
- 2015 – film „Kantor i morze” – nagroda-wyróżnienie w kategorii Najlepsza reżyseria na Festiwalu Filmowym w Jerozolimie – Jerozolima, Izrael;
- 2017 – serial „Sztisel” – nagroda Ofir (tzw. izraelski Oskar). Serial zdobył 17 nagród, w tym w kategoriach: Najlepszy serial, oraz Najlepszy scenariusz[14] – Jerozolima, Izrael;
- 2018:
  - miniserial „Autonomie” – nagroda Reflet d'Or, Nagroda za Najlepszy Międzynarodowy Serial Telewizyjny na Międzynarodowym Festiwalu Filmowym w Genewie – Genewa, Szwajcaria;
  - film „Driver” (pełnometrażowy) – nagrody w kategoriach: Najlepszy Film, Najlepszy aktor oraz Najlepszy scenariusz, nagrody przyznane na Izraelskim Forum Krytyków Filmowych 2018 – Izrael.